# 메이어쥐
메이어쥐(Mus mayori)는 쥐과 생쥐속에 속하는 설치류의 일종이다. 스리랑카의 토착종이다. 고지대쥐 또는 가시쥐로도 불린다. 열대와 아열대 숲, 습윤 초원 서식지에서 서식한다. 굴을 파는 동물로 굴 속에 은신한다. 야행성 동물이다. 스리랑카 일부 지역에 널리 분포하지만 삼림 벌채와 고양이를 포함한 수많은 위협에 직면해 있다.

## 아종
2종의 아종이 알려져 있다.
- Mus mayori mayori
- Mus mayori pococki